# Edineț (departement)

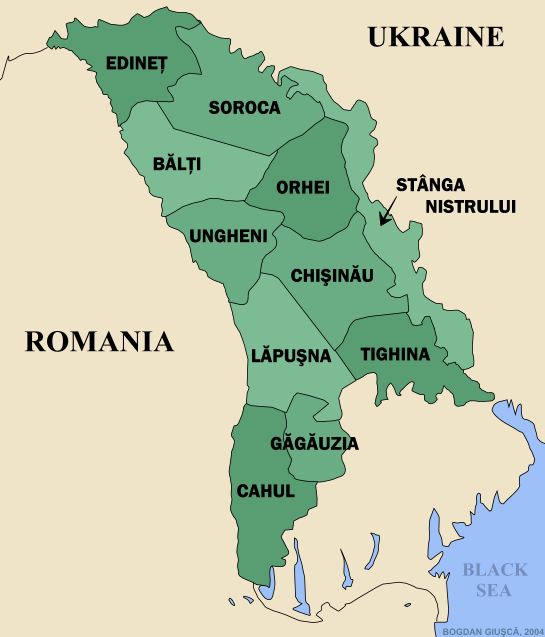
Departementen van Moldavië

Het departement Edineț (Mold.: Județul Edineț) was van 1999 tot 2003 een departement dat in het noorden van Moldavië lag, en als hoofdstad het gelijknamige Edineț had. Aangrenzende landen en Moldavische departementen waren Roemenië, Oekraïne, en departementen Soroca & Bǎlți.
Het had een oppervlakte van 3178 km² en een inwonersaantal van 262.505 (2004). 
Er waren 76 gemeenten, waarvan 8 steden:  Edineț, Briceni, Cupcini, Dondușeni, Frunză, Lipcani,  Ocnița en Otaci.
De gangbare afkorting voor het district is ED.